# M-95 Degman
El M-95 Degman es un prototipo croata de un carro de combate principal, desarrollado por la fábrica de maestranzas Đuro Đaković specijalna vozila d.d., ubicada en Slavonski Brod, Croacia. Es también conocido como el RH-ALAN Degman. La fábrica de maestranzas militares Đuro Đaković es mejor y mayormente conocida por su papel principal en la producción del M-84, un tanque de la antigua Yugoslavia, que es una versión local del T-72 soviético producido bajo licencia del fabricante ruso. El M-95 Degman representa solamente una evolución del M-84 con electrónica y armas occidentales.
El M-95 Degman no ha entrado en la fase de producción en serie, pero hay dos prototipos funcionales pedidos por el Gobierno Croata, un M-95 y otro del tipo M-84D como muestrario (para exportación). Đuro Đaković está trabajando en la producción de una variante del M-84D para exportación (esencialmente es un M-84A4 con significativas mejoras) para el Alto mando del Emirato de Kuwait y otros compradores potenciales. El ejército kuwaití ha confirmado en varias ocasiones su interés en modernizar al menos 149 de sus M-84 al estándar M-84D, así como otros 66 unidades nuevas del M-84D. El más avanzado, el M-95 Degman podría ser encomendado por el Gobierno Croata.

## Historial de producción y modernización
El M-95 Degman está basado en el proyecto M-91 Vihor. Un prototipo operacional del Vihor pasó las pruebas de prestaciones básicas en la planta de Đuro Đaković, pero dado el inicio de las hostilidades a mediados del año 1991 este prototipo nunca se entregó al ejército yugoslavo. Đuro Đaković ya estaba trabajando en un segundo prototipo (ya que llegaron al punto de completar el trabajo del casco) pero dadas las circunstancias, hasta 1994 sólo el casco estaba completo y le faltaba el trabajo y construcción de la torreta. 
Mientras tanto, el primer prototipo fue actualizado y modernizado, con un motor de 1.200 HP que le añade una muy alta relación potencia/peso. Se añadieron una cesta de almacenaje posterior y blindaje adicional inclinado en la torreta, incrementando la protección. Un equipo de comunicaciones Racal se instaló para mejorar las codificaciones de las transmisiones, el alcance efectivo, y volverlas digitales, y aumentar su compatibilidad con estándares de la OTAN en el campo de batalla, y un sistema CBRN se ha adicionado, el SZ 2000, dándole un superior desempeño sobre el anterior sistema ABQ usado en el M-84; por ejemplo, en un ataque nuclear o químico/biológico, el SZ-2000 apaga el motor y automáticamente filtra aire fresco dentro del carro. 
Los sistemas ópticos y de control de tiro han sido desarrollados por Fotona, una firma de electrónica y óptica eslovena, y este equipo se ha hecho estándar en los M-84 croatas y eslovenos. El carro de combate Vihor M-91/M-95 recibió un nuevo sistema de guía y puntería láser, el LIRD-4B - un sistema de irradiación y alerta activado por el láser. Un sistema de computadoras de situación de batalla desarrollado en conjunto por Fotona/Končar/Đuro Đaković ha sido añadido para mejorar el comportamiento en el entorno del campo de batalla. La empresa alemana Diehl ha diseñado un nuevo juego de orugas que le brindan al carro unas mejores prestaciones, tanto a campo traviesa como en vías pavimentadas.
Este proyecto ha recibido una considerable asistencia por parte de industrias militares de Israel. La armadura de blindaje reactivo desarrollada por Elbit Systems es una de las mayores mejoras y le brinda su aspecto distintivo al M-95. La industria de armas israelí Rafael; con su sistema Samson Remote Controlled Weapon Station (RCWS), le ha instalado una versión especialmente modificada de su sistema, que comprende una minitorreta que monta una ametralladora Browning M2 de 12,7 mm estándar OTAN y otra mejora consistente en un lanzagranadas de 40 mm. Dicha estación remota de armas actúa con el sistema de miras térmicas del comandante. Varias actualizaciones han sido llevadas a cabo, a petición del gobierno croata, como la factibilidad de llevar armas de estándar OTAN, para ello se ha construido un prototipo con un cañón principal de 120 mm ultracompacto, diseñado y construido por RUAG Defence de Suiza y algunas mejoras adicionales en los sistemas defensivos y de sistemas de contramedidas electrónicas, incluyendo el sistema de misiles antitanque LAHAT.

## Mejoras
La principal innovación sobre el M-84 es la aplicación de blindaje reactivo, un sistema de láminas espaciadas de materiales compuestos en el frente y los lados de las orugas; que lo complementan brindándole una protección extra contra impactos de proyectiles de alto explosivo anticarro, HEAT. Un compartimiento separado para la munición en la parte posterior de la torreta añade una protección extra para la tripulación del carro si es impactada desde atrás, y al estilo del Merkava se le añadieron cadenas en la parte posterior del anclaje de la torreta para darle protección contra los proyectiles RPG, que en su predecesor eran los causantes de bajas considerables dadas sus debilidades en este aspecto.  
Los sistemas de imágenes termóptico y la motorización opcional ofrecida por Đuro Đaković , incrementan las prestaciones y la relación potencia/peso  hasta los 27 cp/tn aproximadamente. Aparte, hay numerosos cambios menores en los sistemas de control de tiro, en el equipo de comunicaciones, en las orugas entre otros. El autocargador incorporado en el Degman es un 15% más rápido, pudiendo disparar hasta 9 veces seguidas en un solo minuto; frente a las 8 de su predecesor y base, el M-84.

## Despliegue

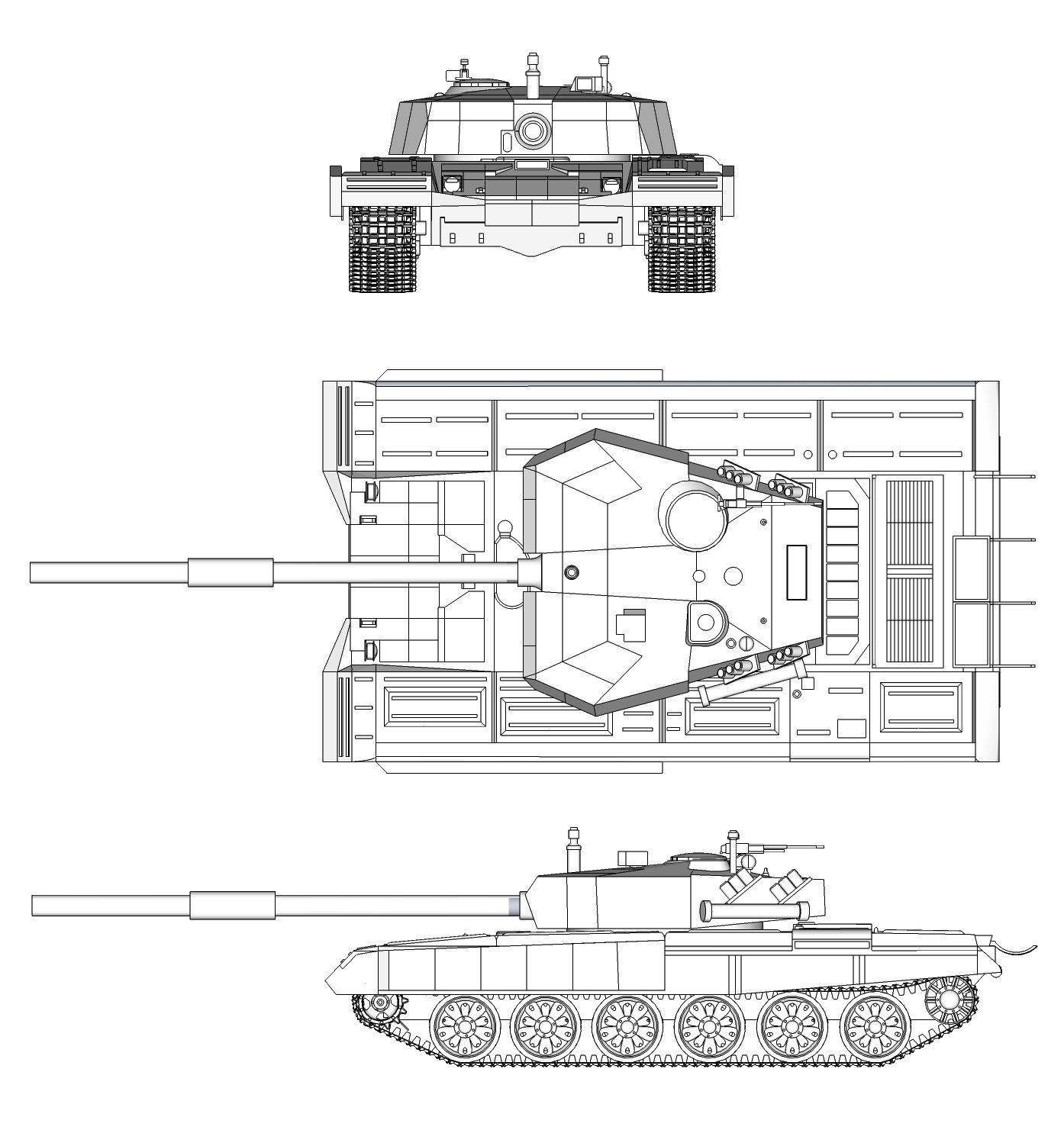
Prototipo del M-95 Degman

Actualmente hay 2 prototipos, ambos se encuentran operacionales, sin vistas a ser pedido por el gobierno croata por lo pronto, se negocia con Kuwait la mejora a este estándar de algunos de los M-84 a su servicio, pero no se concretó el negocio, debido a la presión de EE. UU. para la adquisición de 236 unidades del blindado M1A2.

## Clientes potenciales
- Croacia: el Ejército de Croacia planea adquirir al menos 30-40 M-95 Degman.
- Kuwait: en 2007  el Ejército Kuwaití planeaba el mejorar sus M-84 al estándar M-84D, al menos 150 de estos M-84, y adquirir unos 66 nuevos, posiblemente del tipo M-95;[4] pero no se concretó el negocio, debido a la adquisición de 236 unidades del blindado M1A2.[3]

### Desarrollos relacionados
- T-72
- M-84
- M-91 Vihor

### Vehículos similares
- Leopard 2A7+
- / Leopardo 2E
- Tipo 98G
  Tipo 99 A2
- AMX-56 Leclerc
- M1 Abrams A2
- P'ookpong Ho (M-2002)
- K2 Black Panther
- C1 Ariete
- Arjun
- Zulfiqar 3
- /// Al-Hussein
- Tipo 90
  Tipo 10
- PT-91Z
- Challenger 2 LIP
- T-80UM2
  T-90AM
- Al-Khalid
- Merkava IV
- M-84AS (M-2001)
- / Stridsvagn 122
- MİTÜP Altay
- T-84 Oplot-M

### Listas relacionadas
- Anexo:Tanques de combate principal por generación

### Videos
- - Parte 1 en YouTube.
  - Parte 2 en YouTube.
  - Parte 3 en YouTube.

- Datos: Q918522
- Multimedia: M-95 tanks / Q918522